# Vegeta
Vegeta (ベジータ, Bejīta) é um personagem fictício da franquia Dragon Ball criado por Akira Toriyama. As primeiras aparições de Vegeta na franquia foram no mangá Sayōnara Son Gokū (さようなら孫悟空, Adeus Son Goku), publicado originalmente em 1988, e no quinto episódio do anime Dragon Ball Z, como o príncipe da raça praticamente extinta de guerreiros alienígenas, chamados Saiyajins. Vegeta foi um dos primeiros antagonistas da série, visando utilizar o poder das esferas para obter imortalidade e domínio sobre toda a galáxia. Após o surgimento de inimigos em comum, Vegeta escolhe a formar uma aliança com os protagonistas da série. Com o tempo, ele se torna um aliado fiel ao personagem principal da série, Son Goku. Vegeta é conhecido por seu poder inacreditavelmente forte, por seu comportamento arrogante e orgulhoso, e principalmente por sua rivalidade com Son Goku.

## Concepção e criação
Seguindo a regra para criação de nomes que Toriyama inventou para Dragon Ball, o nome de Vegeta tem origem na palavra vegetal. No filme Dragon Ball Z - O Retorno de Son Goku e Seus Amigos, o irmão de Vegeta, Tarble, é apresentado. Quando os dois nomes são combinados, formam a palavra "vegetable", já que vegetais são o tema de nome para todos os Saiyajins puros da franquia.

### Aparência
A aparência inicial de Vegeta nos mangás é a de um personagem relativamente baixo, com cabelos espetados e visíveis entradas na testa. Comparado ao personagem principal Goku, Vegeta é bem mais baixo do que ele. Com o desenrolar da série, o estilo de Toriyama se refinou e Vegeta se tornou mais esbelto. Em Dragon Ball GT, a aparência de Vegeta sofre mudanças radicais, com o abandono completo do uso de suas vestimentas Saiyajin em troca de um estilo similar ao de um homem da vida real. No início da série, Vegeta possui uma cauda, que perde em sua 1.ª luta com Goku e seus aliados. Ele usa diversas variações de sua armadura Saiyajin, mas começa a abandoná-las após enfrentar Cell tirando as ombreiras da armadura, porém suas luvas e botas ainda refletem suas raízes Saiyajin até o fim da série escrita. Na saga de Majin Boo, Vegeta retira a armadura, pois no Torneio de Artes Marciais não é permitido o uso de armas nem armaduras, ficando então, apenas com o macacão azul de sua roupa saiyajin.

## Personalidade
Quando Vegeta surge na série, é um personagem sádico, chegando ao ponto de matar seu companheiro de longa data, Nappa, quando o mesmo não consegue derrotar Son Goku. Durante esse tempo, Vegeta demonstra um grande desejo por imortalidade e poder. A personalidade de Vegeta muda de assassino cruel para anti-herói vingativo, obcecado por se tornar mais forte do que Goku. Após algum tempo, Bulma se apaixona por Vegeta, e com ele tem seu primeiro filho, Trunks. Como resultado de seu amor por Bulma e o nascimento de seu filho, Vegeta se torna simplesmente um rival de Goku e escolhe a Terra como um lugar para se estabelecer e viver. Mais tarde, Vegeta e Bulma tem mais uma filha, Bra, que é apresentada apenas dez anos após a derrota de Majin Boo, nos últimos episódios da franquia Dragon Ball Z. Apesar de seu grande orgulho, raramente ele o deixa de lado, como no décimo quarto filme da série Dragon Ball Z, "A Batalha dos Deuses" onde faz o possível não deixar que os outros irritassem Bills e evitar que este, o Deus da Destruição, viesse a destruir o planeta Terra. Vegeta é um dos personagens mais inteligentes da série e também  um dos mais sérios, raramente exibindo humor. Quando este demonstra humor geralmente é em sentido negro, cínico e provocador. 

## Poderes e Habilidades
Vegeta é capaz de criar e fortalecer ataques através de seu ki. Ele tem a habilidade de utilizar a técnica Buku-jutsu (舞空術) para voar. Constantes treinamentos e sua herança Saiyajin lhe deram força, velocidade e reflexos super humanos.
Vegeta usa ataques similares aos do protagonista da série, como uma onda de ki similar ao Kamehameha de Goku. Este raio, conhecido como Galick Ho (ギャリック砲), é usado por Vegeta durante sua batalha com Goku numa tentativa de destruir a Terra. Vegeta depois desenvolve as técnicas Explosão do Super Vegeta (ビッグ・バン・アタック) e o Resplendor Final (ファイナルフラッシュ), ataques muito mais poderosos do que os anteriores. Em Dragon Ball GT, demonstra um novo e poderoso ataque, o Ataque do Brilho Final (ファイナルシャインアタック), em que dispara um grande raio verde de energia ki que se amplia com a distância. No Dragon Ball Z, saga Majin Boo, ele utiliza uma das técnicas mais poderosas do anime chamada de Explosão do Super Vegeta, ele usa toda a energia de sua vida para destruir o seu oponente, essa técnica é uma das mais poderosas já desenvolvidas e quase foi utilizada por Goku para matar o Dragão de 1 estrela.
Vegeta também desenvolveu a técnica Zanzouken (残像拳? "Punho da Imagem Remanescente"), a técnica de se mover tão rápido que a imagem permanece parada no lugar foi utilizada pelos dois protagonistas contra o Dragão de 1 estrela. Outra característica marcante do Vegeta, é a dele possuir a habilidade de expandir seu poder através da fúria; pôde-se observar na batalha contra Bills, onde ele ultrapassou o poder de Goku mesmo estando um nível abaixo.
Vegeta possui ainda diversas transformações que aumentam suas habilidades de diferentes formas. No início da série, pode se transformar em Oozaru, transformação herdada de sua raça que aumenta em dez vezes seu poder, contanto que ainda tenha sua cauda. Ele também ganha a habilidade de se transformar em Super Saiyajin e conforme a série progride, outros níveis mais avançados como Super Saiyajin deus, em Fukkatsu no F (renascimento de freeza), filme oficial da série.

## História

### Dragon Ball Z
Vegeta surge na série como o orgulhoso príncipe da raça Saiyajin. Ele visita a Terra com seu tutor Nappa com o intuito de utilizar as Esferas do Dragão para desejar a imortalidade. Ambos partiram para a Terra, quando souberam da derrota de Raditz e chegaram ao planeta após um ano. Nesse meio tempo, Goku corria para enfrentá-los, após terminar seu treinamento com Kaiô-Sama. Yamcha é morto por um Saibaiman e Nappa combate facilmente os heróis da Terra, matando Tenshinhan, Chaos e Piccolo. Goku finalmente aparece para salvar Gohan e Kuririn e começa a enfrentar os dois Saiyajins. Após Nappa ser derrotado por Goku, Vegeta o mata cruelmente por ele ter perdido para um Saiyajin de baixa classe. Em seguida, Vegeta enfrenta o herói em um combate equilibrado. Apesar de Goku ter vantagem inicialmente com o Kaiôken, Vegeta consegue virar o jogo após se transformar em Oozaru. Graças à interferência de Gohan, Kuririn e Yajirobe, Vegeta é derrotado, mas Goku o deixa fugir, pois pretendia enfrentá-lo novamente em uma nova luta. Vegeta mal escapa com vida e fica humilhado pelo fato de Goku pedir à Kuririn para poupar sua vida.
Após se recuperar, Vegeta vai até o planeta Namekusei em busca das Esferas do Dragão originais. Logo, ele descobre que seu superior, o tirano e imperador galático Freeza, também está em Namekusei à procura das Esferas. Vegeta trai Freeza e elimina seus dois ajudantes, Dodoria e Zarbon. Ele também destrói impiedosamente toda uma aldeia indefesa de Namekuseijins e encontra uma Dragon Ball. Depois, Vegeta encontra Kuririn e Gohan e forma uma aliança temporária com eles para enfrentarem um grupo de mercenários contratados por Freeza para eliminá-los, as Forças Especiais Ginyu Vegeta perde para Rikum, mas é salvo por Goku, que derrota os demais membros. Porém, todos (com exceção de Ginyu) são mortos por Vegeta, que contraria os pedidos de Goku, para deixá-los vivos. Durante o combate final contra Freeza, Vegeta se junta à Piccolo, Gohan e Kuririn, contudo, acaba sendo derrotado e morto pelo vilão, pedindo à Goku, antes de morrer, para vingar a morte dos Saiyajins. Posteriormente, ele é ressuscitado pouco tempo depois, com um desejo das Esferas do Dragão e transportado para a Terra, onde aguardava o retorno de Goku que havia se transformado em Super Saiyajin e derrotado Freeza.
Vegeta então, passa um ano na Terra, morando na casa de Bulma até que Trunks, seu filho que veio do futuro, volta ao passado para avisar sua família e amigos sobre a aparição dos Androides do Dr. Maki Gero, que os matariam dentro de três anos. Durante esse tempo, Vegeta começa um intenso treinamento, embora sua maior motivação fosse superar Goku e assim, inicia seu relacionamento com Bulma, com o Trunks do Presente nascendo dois anos depois. Vegeta finalmente se torna um Super Saiyajin e utiliza seus novos poderes para vencer o Androide 19. Entretanto, ele é humilhado em um combate contra a Androide 18. Determinado a superar os limites de um Super Saiyajin, Vegeta começa a treinar na Sala do Tempo com o Trunks do Futuro. Com seus novos poderes, Vegeta enfrenta o Androide Cell e quando têm a batalha ganha, acaba permitindo que seu inimigo atinja sua forma perfeita, a fim de ter um oponente mais poderoso. No entanto, Vegeta não consegue derrotar Cell e apenas escapa da morte após ser salvo por Trunks que supera seus poderes, mas também não consegue vencer o vilão. Cell, então, organiza um torneio que decidiria o destino da Terra, os Jogos de Cell, onde Vegeta enfrenta um Cell Jr.. Durante o combate, Cell mata Trunks, o que deixa Vegeta furioso o suficiente para atacá-lo, mas, logo é derrotado mais uma vez. Porém, na luta final contra o Androide, Vegeta faz uma intervenção crucial que permite à Gohan destruir Cell e salvar a Terra. Porém, com a morte de Goku, que pediu para não ser revivido, Vegeta percebe que nunca mais poderia terminar sua luta com ele, embora, continuasse treinando com o passar dos anos.
Sete anos mais tarde, Vegeta resolve participar do 25.º Torneio de Artes Marciais para enfrentar Goku novamente. O torneio é interrompido pelo Kaioshin do Leste, que pede a ajuda de Goku e seus companheiros na sua missão de impedir o renascimento do demônio Majin Boo. Vegeta, por outro lado, permite que o mago Babidi tome conta da sua alma para se tornar mais poderoso e recriar a maldade em seu coração. Ele e Goku se enfrentam novamente mas, Majin Boo ressurge com a energia liberada pela luta dos dois. Vegeta deixa Goku inconsciente e parte para eliminar Majin Boo pessoalmente. Quando todos os seus esforços falham, Vegeta se sacrifica em uma enorme explosão de energia para proteger sua família, mas Boo continua vivo. Horas mais tarde, Vegeta recebe permissão para voltar à Terra e ajudar Goku na luta contra Boo. Os dois chegam a se fundir com os brincos Potara, criando o guerreiro Vegetto, que esmaga Boo completamente com sua força. Após a fusão se desfazer, os dois libertam todos os que foram absorvidos por Boo e uma nova transformação ocorre no corpo do demônio, dando origem ao Kid Boo. No planeta de Kaioshin, Vegeta batalha com Boo novamente para que Goku completasse a Super Genki-Dama, que destrói o vilão definitivamente. Durante a luta, Vegeta finalmente admite que Goku é superior a ele e o reconhece como seu amigo. Vegeta é revivido pouco antes do fim da luta, através das Esferas do Dragão de Namekusei. Ao longo dos próximos dez anos, ele e Bulma ganham outro bebê, uma garota chamada Bra. Vegeta participa do novo Torneio de Artes Marciais e se despede de Goku quando este parte para treinar Oob, a reencarnação de Majin Boo.

### Dragon Ball Super
Em Dragon Ball Super, que se passa entre a derrota de Majin Boo e o epílogo do mangá, Vegeta conhece o deus da destruição, Bills, e seu atendente Whis, que estavam a procura do Deus Super Saiyajin. Vegeta inicialmente enfrenta Bills quando este interrompe o aniversário de Bulma, mas depois participa de um ritual para transformar Goku no Deus Super Saiyajin. Após a luta contra Bills, Vegeta parte para treinar sob a tutela de Whis. Com o tempo ele adquire o ki divino e usa seus novos poderes para enfrentar Freeza, que foi ressuscitado por seus servos remanescentes. Ao longo da luta, Freeza explode a Terra, mas Whis volta três minutos no tempo e permite que Goku salve Vegeta. Alguns meses mais tarde, Vegeta e outros personagens são selecionados por Bills para representar o sétimo universo em um duelo contra os guerreiros de Champa, o deus da destruição do sexto universo. Após três vitórias consecutivas, Vegeta é eliminado pelo guerreiro inimigo Hit.
Ele, então, encontra-se novamente com o Trunks do Futuro e começa a treinar para lutar contra o Goku Black. Vegeta viaja para o futuro para enfrentar o Goku Black, mas é derrotado e retorna ao passado. Vegeta se recupera e retorna ao futuro para uma revanche. Vegeta e Goku então encontram Zamasu, que os força a se fundirem mais uma vez em Vegetto. Vegeta, mais tarde, ajuda Trunks a derrotar Zamasu.

### Em outras mídias
Em Dragon Ball GT, Vegeta é possuído por Baby e enfrenta Goku, mas eventualmente se separa do corpo de Baby após a destruição do mesmo. Ele também está presente na luta contra o Super 17 e todos os vilões que escaparam do inferno. Quando Omega Shenlong surge no enredo, Vegeta se funde com Goku como Super Saiyajin 4 para formar Gogeta Super Saiyajin 4, Goku quem derrota Omega Shenlong com a Genki Dama universal. Ao fim da série, Vegeta se despede de Goku, que lhe deixa a tarefa de proteger a Terra em seu lugar.
Vegeta aparece em vários jogos da série Dragon Ball tanto como personagem jogável ou chefe. Em alguns jogos, tais como Dragon Ball: Raging Blast, Vegeta é capaz de se transformar em Super Saiyajin 3. Ele ainda está presente nos jogos crossovers Battle Stadium D.O.N, Jump Super Stars e sua sequência Jump Ultimate Stars. Ainda dentro da série, Vegeta aparece em vários filmes. Se destacou em Dragon Ball Z: O Renascimento da Fusão - Goku e Vegeta, onde deixou seu orgulho de lado para se fundir com Goku, criando Gogeta, a fim de derrotar o vilão Janemba. Também apareceu em todos especiais de televisão e OVAs de Dragon Ball Z. No crossover Cross Epoch, que junta personagens de Dragon Ball e One Piece, Vegeta se torna o capitão de um grupo de piratas espaciais cuja tripulação inclui Trunks, Nami e Nico Robin. No mangá Neko Majin, paródia de Dragon Ball feita por Akira Toriyama, Vegeta aparece em um capítulo enfrentando o protagonista Neko Majin. Ao final da luta, Vegeta decide nunca mais aparecer em um mangá de comédia. Vegeta teve uma breve aparição em uma edição especial do mangá Kochikame. Nessa edição, Vegeta e Goku assistem Ryo, protagonista do mangá, tentar prender Freeza por ter estacionado sua nave de forma ilegal. A primeira luta entre Vegeta e Goku foi parodiada em um capítulo do mangá Bobobo-bo Bo-bobo, lançado em novembro de 2004 pela revista Shōnen Jump. Os personagens Jelly Jiggler e Don Patch representavam Goku e Vegeta respectivamente. No episódio Money Ball Z, paródia do filme Moneyball, do programa MAD, Vegeta e outros personagens de Dragon Ball são colocados no time de baseball Oakland Athletics. O personagem Vegetal do mangá espanhol Dragon Fall é uma paródia de Vegeta.
Vegeta já fez diversas contribuições para o gênero musical. No álbum Dragon Ball Z Hit Song Collection 8: Character Special 2, Vegeta canta a música "Vegeta-sama no Oryori Jigoku!!", que se foca no personagem cozinhando um okonomiyaki. Na canção "Saiyan Blood", presente no álbum Dragon Ball Kai: Song Collection, Vegeta fala sobre o quão grandioso ele é. Outras músicas que falam sobre Vegeta são "Koi no NAZONAZO", que mostra a sua relação com Bulma, e "Ai wa Ballad no Yō ni~Vegeta no Theme~", onde Vegeta reflete sobre sua vida e família. Ele também é citado na música "Goku" de Soulja Boy Tell 'Em. Em 2012, o escritor Derek Padula criou o livro Dragon Ball Z "It's Over 9,000!" When Worldviews Collide, onde ele fala sobre os pontos de vistas de Goku e Vegeta e como eles estavam predestinados a lutar. A imagem de Vegeta já foi utilizada para estampar latas de café vendidos pela empresa japonesa Pokka.

## Dublagem
Na versão original japonesa do anime e em todos os outros meios, Vegeta foi dublado por Ryō Horikawa. No Brasil, Vegeta foi dublado por Alfredo Rollo em Dragon Ball Z, Dragon Ball GT, Dragon Ball Kai (ep. 099-167) e Dragon Ball Super. Dado Monteiro também dublou o personagem em Dragon Ball Kai (ep. 001-098). Em Portugal, o personagem foi dublado por João Loy em Dragon Ball Z (ep. 001-133), Dragon Ball GT e Dragon Ball Super; por Vítor Rocha em Dragon Ball Z (ep. 134-171) e por Ricardo Spínola em Dragon Ball Z  (ep. 172-291).

## Recepção
Vegeta foi muito bem recebido pelos leitores, telespectadores e fãs de Dragon Ball, tornando-se um dos personagens mais populares da série. Nas duas enquetes de popularidade realizadas pela Weekly Shōnen Jump, Vegeta se classificou em quarto e segundo lugar respectivamente. Em outra enquete, presente no guia Dragon Ball Kazenban Official Guide: Dragon Ball Forever, Vegeta se classificou em segundo lugar novamente. Ele também apareceu em duas edições do prêmio anual Anime Grand Prix, realizado pela revista Animage, na categoria "Personagem Masculino Favorito". Em 1991 o personagem ficou em décimo segundo lugar e em 1992 caiu para décimo terceiro. Na lista "Top 8 Histórias de Amor em Animes", do site About.com, a relação entre Vegeta e Bulma foi colocada em segundo lugar, com a escritora Katherine Luther comentando que a formação desse casal foi extremamente inesperada pelos fãs. O site de jogos IGN nomeou Vegeta o vigésimo primeiro melhor personagem de anime de todos os tempos, dizendo que ele foi o primeiro "bastardo absoluto" que conquistou os fãs. Uma segunda edição da lista feita pelo mesmo site em 2014 subiu Vegeta para décimo lugar. Ainda apareceu em terceiro lugar no "Top 10 Vilões em Animes", também do IGN. Em uma pesquisa da Oricon, Vegeta foi eleito o oitavo melhor coadjuvante em anime e mangá. Em uma votação sobre melhor anti-herói do mundo dos animes, realizada pelo site brasileiro Henshin, Vegeta ficou em quarto lugar. O Mania Entertainment colocou Vegeta em nono lugar na sua lista de personagens masculinos que mais causam dor de cabeça por causa da sua obsessão em superar Goku. Várias mercadorias com a aparência de Vegeta tem sido lançadas, tais como figuras de ação, chaveiros, adesivos e até mesmo carteiras.
Desde sua primeira aparição, Vegeta vem sendo analisado e críticado por várias mídias especializadas em anime, mangá e vídeo game. Em uma crítica da Saga Saiyajin, feita pelo site Mania Entertainment, a primeira luta entre Vegeta e Goku foi dita como a melhor luta já criada. Theron Martin do Anime News Network notou que o orgulho de Vegeta foi parcialmente responsável por todo o sucesso da série. Sua segunda luta contra Goku foi comentada por ser muito divertida, apesar de sua duração e dos estilos de luta de Goku e Vegeta, descritos como "um tanto velhos". Em outra revisão, Theron afirmou que a melhor cena da luta final contra Cell foi quando Vegeta superou seu orgulho para ajudar Gohan, já que o climax foi criado nessa cena. O site de jogos GameSpot caracterizou Vegeta como o modelo de pessoa errada; "ele é ganancioso, invejoso, egoísta, emocional e, pior de tudo, genocida. Vegeta é o oposto de Goku, apesar de ambos serem Saiyajins". Em uma revisão dos primeiros quarenta episódios de Dragon Ball Z, o IGN disse que vilões como Vegeta não são nada extravagantes, mas eles têm um carisma sarcástico e arrogante que os deixam divertidos. No livro Dragon Ball Z "It's Over 9,000!" When Worldviews Collide, o escritor Derek Padula comenta inúmeras vezes que a personalidade e a visão de mundo de Vegeta são os resultados de ter sido criado em uma sociedade que luta pelo poder, construída através da fusão de tecnologia científica externa e uma ciência mente-corpo. Ele também afirma que Goku provocou uma enorme mudança na vida de Vegeta; por exemplo, em seu modo de ver os outros: "antes de conhecer Goku, Vegeta via os outros seres como números que eram mostrados em seu scouter". O site Them Anime Reviews achou que o relacionamento de Vegeta e Bulma tinha muito potencial cômico e críticou o modo como ele foi esquecido com o tempo. Seu dublador brasileiro, Alfredo Rollo, comentou em uma entrevista que "o que eu mais curto no Vegeta é aquele estilo durão. Ele nunca dá risada - só sarcástica - e não tem esse lance de sensibilidade, amor e carinho". Seu seiyu Ryo Horikawa, também em uma entrevista, comentou que se sente honrado e sortudo por fazer a voz do Vegeta. Ele disse que sempre tentou fazer do Vegeta o "vilão supremo", sofisticado mas intimidador.
Vegeta, assim como vários personagens, recebeu muitas críticas negativas em Dragon Ball GT. Muitos sites e fãs comentaram que o personagem deixou de ser legal e se tornou um pateta, citando o seu novo "bigode esquisito" como um dos culpados.